# Saint-Vincent-d’Olargues

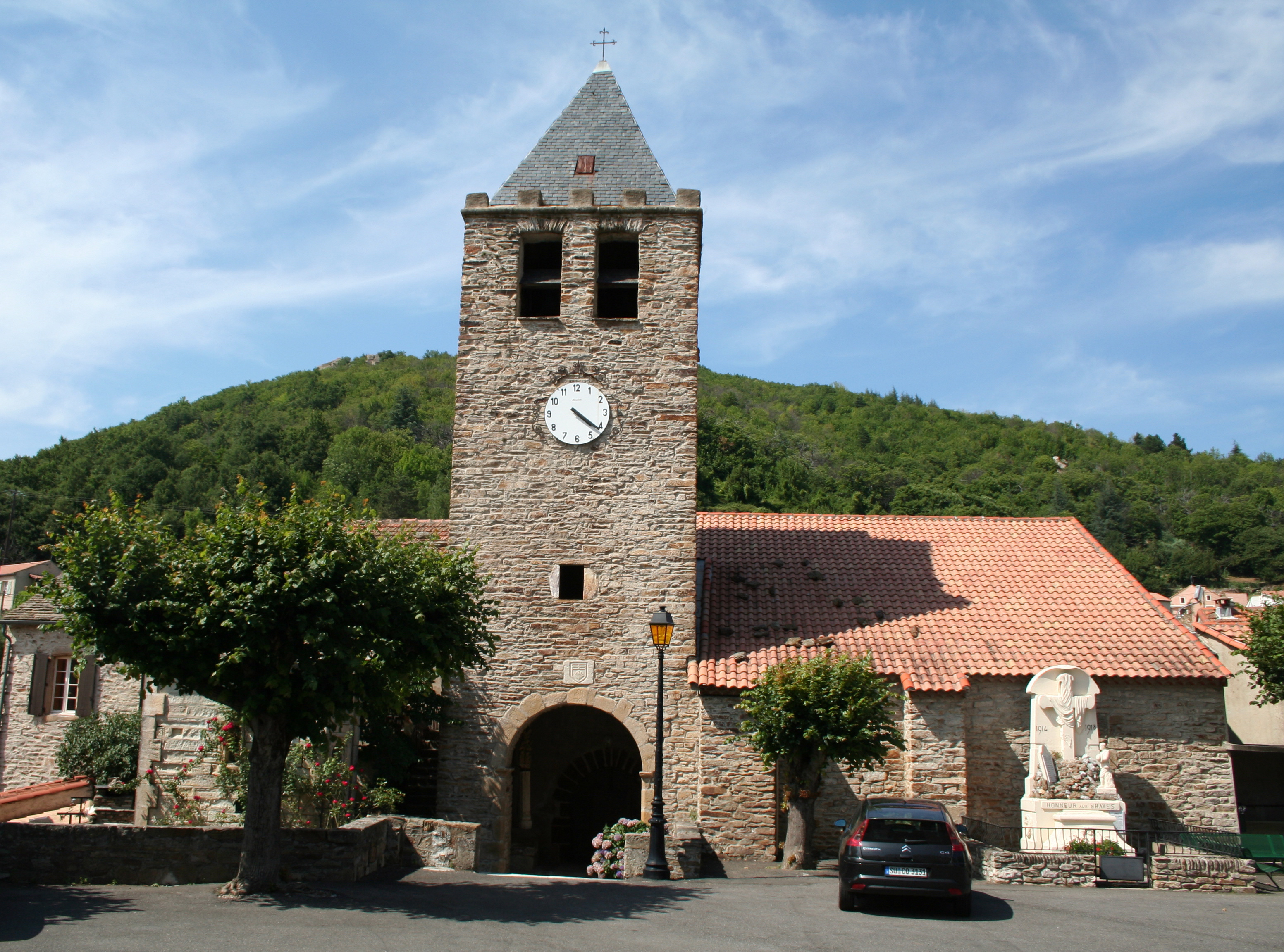
Kościół w Saint-Vincent-d’Olargues, 2007

Saint-Vincent-d’Olargues – miejscowość i gmina we Francji, w regionie Oksytania, w departamencie Hérault.
Według danych na rok 1990 gminę zamieszkiwało 301 osób, a gęstość zaludnienia wynosiła 19 osób/km² (wśród 1545 gmin Langwedocji-Roussillon Saint-Vincent-d’Olargues plasuje się na 626. miejscu pod względem liczby ludności, natomiast pod względem powierzchni na miejscu 505.).

## Populacja

Saint-Vincent-d’Olargues w latach 1962–2008